# Bill Ward (acteur)
Pour les articles homonymes, voir Bill Ward et Ward.
Bill Ward, né en 1967 à Newcastle, est un acteur britannique surtout connu pour le rôle de Charlie Stubbs, dans le feuilleton télévisé Coronation Street.

## Biographie
Il a eu un diplôme en histoire des arts à l'Université de Bristol. Il est un ancien directeur de publicité et ancien journaliste. 
Après Coronation Street, en 2007, il a eu un rôle important dans la cinquième saison de la série télévisée Doctor Who dans l'épisode La Révolte des intra-terrestres, deuxième partie (Cold Blood), diffusée sur ITV, aux côtés de Pauline Quirke.
Grâce à sa belle interprétation dans Coronation Street, Ward a gagné un prix en 2007 au British Soap Awards.

## Filmographie
- 2001 : Jonathan Creek
- 2002 : Femmes de footballeurs (Footballers' Wives)
- 2003 : EastEnders
- 2003 : The Bill
- 2003 : Holby City
- 2003 - 2007 : Coronation Street
- 2007 : Doctor Who, épisode La Révolte des intra-terrestres, deuxième partie (Cold Blood)
- 2008 : Inspecteur Barnaby
- 2008 : Heartbeat
- 2008 : The Bill
- 2009 : Robin des Bois : Rufus Chauncey (saison 3, épisode 4)
- 2009 : Doctors
- 2010 : Raiponce (Tangled) : Nick Hobbes
- 2010 : Not Alone : Frank
- 2011 : Fantômes et Cie (The Great Ghost Rescue) : Seymour